# Llista de joguines
Hi ha moltes menes de joguines i d'estris associats a activitats lúdiques. La llista present no és exhaustiva.

## Joguines tradicionals
- Ànec de goma
- Avió de paper
- Bala (joc)
- Baldufa
- Ballaruga
- Barqueta de paper
- Bòlit
- Brunzidor de botó
- Carrau
- Cavallet de joguina
- Cèrcol (joguina)
- Diàbolo
- Estel (màquina)
- Gronxador
- Impulsor vibratori
- Instrument musical de joguina
- Io-io
- Io-io de paper
- Marioneta
- Molinet de vent
- Nina (joguina)
- Parxís
- Patinet
- Pilota
- Sarbatana
- Sonall
- Tobogan
- Tirador
- Tricicle (vehicle)
- Trompitxol

## Joguines populars des de l'any 1900
- Barbie
- Frisbee
- Futbolí
- Hula hoop
- Pistola d'aigua

### Joguines amb motor "de corda"
Les joguines amb motor de corda (un motor com el dels rellotges mecànics, basat en l'energia que emmagatzema una molla espiral) daten del voltant de l'any 1829, introduïdes per Ernst Paul Lehmann.

## Joguines exòtiques
- Bumerang
- Sevivon
- Weet-weet

## Models de vehicles. Lliures o en pistes especials
- Scalextric
- Tren de corda
- Tren elèctric (joguina)

## Jocs de construcció
- Lego
- Meccano
- Tente

## Joguines científiques i instruments òptics
- Pin Art
- Baldufa regiradora
- Calidoscopi
- Càmera fosca
- Giroscopi
- Imant
- Joc de química
- Llanterna màgica
- Lupa
- Microscopi
- Pèndol de Newton
- Pissarra màgica
- Praxinoscopi
- Slinky
- Taumàtrop
- Zoòtrop

## Jocs en general (amb joguines o sense)
- Arrencar cebes
- Cavall fort
- cuineta (fireta, coucuineta, coucuinetes, coudinar, coudineta, coudinetes, counyam, escuradeta o fregasseta). Joc de jugar a comprar i vendre i a cuinar. També se'n pot dir fer pastetes o fer dinarets quan es tracta de simular la preparació d'un plat o d'un àpat. Tot hi serveix per a jugar, sobretot la sorra, les pedretes, les fulles de col, les herbes de marge de tota mena, l'aigua, les aglans, les flors... s'arreplega allò que hi ha a l'abast per a jugar i la imaginació de la mainada fa la resta.
- Fet i amagar
- Joc de plegar el cordill
- Pare carabasser

## Jocs de sobretaula i saló
- Joc de l'oca
- Monopoly
- Parxís

## Museus i rànquings
- Museu de Joguets i Autòmats
- Museu del Joguet de Catalunya
- National Toy Hall of Fame

## Fabricants
- Indústria valenciana de la joguina
- Payà
- Famosa